# Historia de Samoa Americana

## Historia preoccidental
La prehistoria de Samoa Oriental, habitada desde el año 1000 a. C. aproximadamente (ahora Samoa Estadounidense), está inextricablemente ligada con la historia de Samoa Occidental (ahora el Estado Independiente de Samoa).
Las islas de Tutuila y Aunu'u estaban políticamente relacionadas con la isla de Upolu, en lo que ahora es la independiente Samoa. Se puede decir que todas las islas de Samoa se encontraban políticamente conectadas a través del sistema faamatai y principalmente a través de conexiones familiares. Este sistema de la faamatai se originó con dos de los jefes más famosos de los principios de Samoa, que eran las mujeres Nafauna y Salamasina.

## Contacto con los europeos (siglosXVIIIyXIX)
El primer contacto con el mundo occidental de los samoanos fue una batalla de los tutuilanos con exploradores franceses en el siglo XVIII, que provocó la reputación de ferocidad de los samoanos. Los primeros misioneros llegaron desde Rarotonga en el siglo XIX, seguidos por el grupo congregacionalista de John Williams en la década de 1830. Menos de cien años después, la Iglesia Congregacionalista de Samoa se convirtió en la primera iglesia independiente de los indígenas del Pacífico Sur.

## División de Samoa
Las potencias internacionales dividieron las islas por el Tratado de Berlín de 1899. Alemania ocupaba lo que hoy es el estado independiente de Samoa Occidental y Estados Unidos la pequeña porción oriental. El Reino Unido de Gran Bretaña e Irlanda recibía como contrapartida las Islas Salomón del Norte. El origen del conflicto se encuentra en la Guerra Civil Samoana, iniciada en 1888, en la que los distintos contendientes fueron apoyados por cada una de las potencias occidentales antes mencionadas.

## Colonización estadounidense
Samoa Estadounidense es el resultado de la Segunda Guerra Civil de Samoa y de un acuerdo entre Alemania, Estados Unidos y el Reino Unido en 1899. El 7 de junio de 1900 Estados Unidos tomó el control de su región asignada con el Acta de Cesión.
La Marina de EE. UU. construyó una estación de carbón en la Bahía de Pago Pago para su escuadra del Pacífico y nombró a un secretario local. La Armada aseguró un Acta de Cesión de Tutuila en 1900 y un Acta de Cesión de Manua, en 1904.
El último soberano de Manua, Elisara Manua Tui, se vio obligado a firmar un Acta de Cesión de Manua tras una serie de pruebas navales de EE. UU.
Después de la Primera Guerra Mundial, durante el tiempo del movimiento Mau en Samoa Occidental (en ese entonces un protectorado de Nueva Zelanda), hubo una repetición en Samoa Estadounidense del movimiento Mau, dirigido por Samuel Sailele Ripley. Se trataba de un movimiento no violento que luchaba por la descolonización samoana. Después de las reuniones en Estados Unidos, se le impidió desembarcar del buque que lo trajo a casa a Samoa Estadounidense y no se le permitió regresar. El movimiento Mau de Samoa Estadounidense fue suprimido por la Marina de EE. UU..
Durante la Segunda Guerra Mundial los marines de EE. UU. en Samoa Estadounidense superaban en número a la población local, con una influencia cultural enorme. Hombres jóvenes de Samoa de más de 14 años fueron entrenados por personal militar de EE. UU. Como en la Primera Guerra Mundial, Samoa Estadounidense sirvió en la Segunda Guerra Mundial con combatientes, personal médico, personal de código, reparación de buques, etc.

## Estatus actual
Después de la guerra la Ley Orgánica 4500, el Departamento del Interior de EE. UU. patrocinó un intento de incorporar la Samoa Estadounidense. Este fue derrotado en el Congreso, principalmente a través de los esfuerzos de los jefes de Samoa Estadounidense, dirigidos por Tuiasosopo Mariota. Los esfuerzos de estos jefes condujeron a la creación de una legislatura local, el Foro de Samoa Estadounidense, que se reúne en el pueblo de Fagatogo.
Con el tiempo, el gobernador nombrado por la US-Navy fue sustituido por uno elegido por los habitantes samoanos. Samoa Estadounidense es autónoma en virtud de una constitución que entró en vigor el 1 de julio de 1967. El territorio de Samoa Estadounidense está en la lista de las Naciones Unidas de territorios no autogobernados.
Las islas han sido reacias a separarse de EE. UU. de cualquier manera. Las fronteras marítimas de Samoa Estadounidense con Nueva Zelanda, Tokelau, las Islas Cook y Niue han sido determinadas en una serie de tratados. Los límites marítimos con Tonga y Samoa aún no se han acordado.
- Datos: Q5899251
- Multimedia: History of American Samoa / Q5899251